# 杨陵站
杨陵站是一个陇海铁路上的铁路车站，原名武功站、杨陵镇站，位于中华人民共和国陕西省咸阳市杨陵区，建于1936年，目前为三等站，目前客运：办理旅客乘降；行李、包裹托运；货运：办理整车货物发到；不办理整车爆炸品及一级氧化剂发到。

## 車站周邊
- 咸阳杨陵布拉格酒店
- 杨凌万达影城
- 杨凌汽车站
- 唐皇城酒店
- 西北农林科技大学
- 杨凌农村商业银行杨陵支行
- 中国邮政储蓄银行康乐路支行
- 中国农业银行康乐路分理处
- 杨凌示范区医院
- 杨凌区妇幼保健院
- 杨凌区人民政府
- 中国建设银行杨陵区支行
- 中国邮政储蓄银行杨陵区支行
- 中国邮政咸阳市杨凌示范区邮政局
- 中国农业银行杨凌示范区支行
- 中国人民银行杨陵支行
- 化建医院
- 杨凌职业技术学院
- 杨凌高新中学

## 外部連結
- 中国铁路客户服务中心 （页面存档备份，存于）